# Johann Lorenz Fleischer

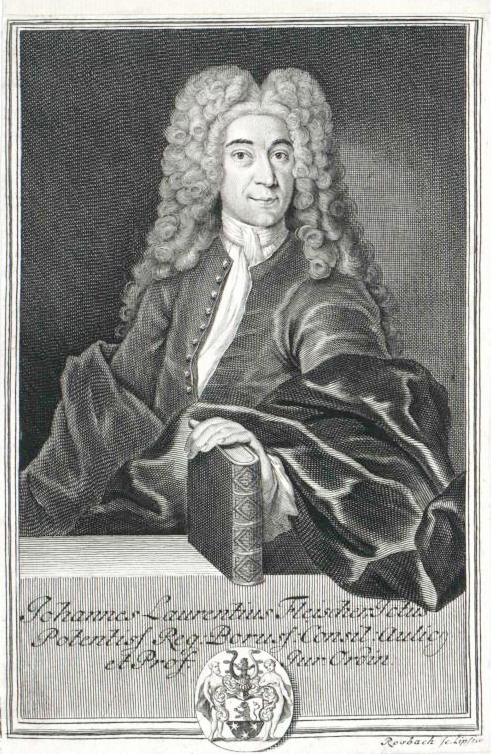
Johann Lorenz Fleischer, Stich von Johann Friedrich Rosbach

Johann Lorenz Fleischer (* 12. März 1689 in Bayreuth; † 13. Mai 1749 in Frankfurt (Oder)) war ein deutscher Rechtswissenschaftler. Er war Hochschullehrer und Rektor der Brandenburgischen Universität Frankfurt.

## Leben und Wirken
Über Johann Lorenz Fleischers Elternhaus und Jugend ist bisher nichts bekannt. Er studierte ab 1707 Rechtswissenschaft an der Friedrichs-Universität Halle; 1711 erfolgte dort seine Promotion zum Doktor der Rechte. Zu seinen akademischen Lehrern gehörte der Hallenser Naturrechtler Christian Thomasius.
Fleischer wurde 1717 zunächst zum außerordentlichen Professor und 1723 zum o. Professor der Rechte berufen. 1733 folgte er einem Ruf auf eine Professur der Pandekten an der Brandenburgischen Universität Frankfurt, wo er die Nachfolge von Johann Gottlieb Heineccius antrat. Im Jahr 1739 übernahm er dort die Professur des Codex und wurde 1744 Direktor der Universität. Fünf Jahre später starb er im Alter von 60 Jahren.
In seinen Schriften, die von Thomasius beeinflusst wurden und teilweise in mehreren Auflagen erschienen, befasste er sich unter anderem mit den Grundlagen des Naturrechts, dem Kirchenrecht und Rechtsfragen der Vormundschaft.

## Werke (Auswahl)
- Institutiones juris naturae et gentium, Halle 1722 (2. Aufl. 1730, 3. Aufl. 1745)
- Einleitung Zum Geistlichen Rechte, wie selbiges, aus dem Recht der Natur, Grundsätzen der Heiligen Schrifft, Kirchen-Historie, Jure Canonico, Instrumento Pacis und Protestirender Staaten Kirchen-Ordnungen, kann vorgestellt werden, Halle 1724 (2. Aufl. 1729, 3. Aufl. 1750)
- Institutiones iuris feudalis, Halle 1730
- De iuribus et iudice competente legatorum, vom Recht und eigentlichem Richter der Abgesandten, dissertatio iuris gentium et publici universalis, Halle 1745
- De quaestione an princips et factis sui tutoris possit obligari?, Halle 1748